# Даллош, Енё
Енё Даллош (венг. Dallos Jenő; 13 апреля 1940, около Печа — 11 сентября 2021) — венгерский художник-график, карикатурист.

## Биография и карьера
После службы в армии, с 1963 года, работал геодезистом в Бюро геодезии и картографии в Пече.

С 1966 года работал художником-оформителем в Национальном институте медицинского кино в Будапеште.

В 1972 году окончил Школу журналистов при Национальной ассоциации журналистов Венгрии (ныне Академия журналистики Дьёрдя Балинта).

В 1974 году он стал членом Художественного фонда Венгерской Народной Республики и Ассоциации венгерских профессиональных и промышленных художников, в которой занимал должность члена правления отделения карикатуры.

В 1980 году разработал и изготовил первую венгерскую марку с карикатурой (номинальная стоимость — 3 форинта — + 1,50): "…и так вошёл во вкус, — писал художник в предисловии к своим работам, вышедшим в СССР в альбоме «У нас в гостях художники венгерского сатирического журнала „Лудаш Мати“», — что спустя два года сделал настольный календарь «Филателия»".

Имел персональные выставки и принимал участие в групповых как в Венгрии (Будапешт, Печ, Шиофок, Шарвар и др.), так и за рубежом — в Западном Берлине (1980), Хельсинки (1985), Линце (1985) и других городах.

Принимал участие в международных биеннале сатиры и юмора и не раз получал на них премии. Крупнейшие из них — 2-я премия в Москве (1969), 3-я премия в Монреале (1970), Серебряный кубок в Нови Саде (1970), 1-я премия в Сараеве (1972), специальная премия в Западном Берлине (1975), премия на выставке «Избранная карикатура» в Париже (1979), премия «За художественные заслуги» в Токио (1981), премия Салона сатиры и юмора в Габрове (1985).

В 1999 году был признан художником года.

## Книги
- «Адам и Ева» (нем. Adam und Eve, 1977)
- «Шуточный алфавит» (венг. Tréfás ABC, 1977)
- «Крикс и Кракс» (венг. Krix és Krax, 1978)
- «Шуточный военный лексикон» (венг. Tréfás katonai lexikon, 1979)
- «Шуточные правила дорожного движения» (венг. Tréfás KRESZ, 1979)
- «Чарли Чаплин» (Charlie Chaplin, мини-книга, 1979)
- «SOS» (1979)
- «Дед Мороз и звери» (венг. Télapó az állatok között, 1982)
- «Парад линий» (венг. Vonalparádé, 1982)
- «Иллюстрированный алфавит общественной жизни» (венг. Rajzos Közéleti Ábécé, 1983)
- «Марки Енё Даллоша» (венг. Dallos Jenő bélyegei, мини-книга, 1983)
- «Четыре с половиной плоскости» (венг. Négy és fél dimenzió, 1984)
- «Линии» (венг. Léniák, мини-книга, 1984)
- «Жуки» (венг. Bogaraink, мини-книга, 1984)
- «Говорящие рыбы» (венг. A halak beszélnek, мини-книга, 1985)
- «Цирковые звери» (венг. Cirkuszi állatkert, мини-книга, 1985)
- «Бабочки на заднем дворе» (венг. Háztáji pillangók, мини-книга, 1986)
- «Маленький бизнес торговца птицами» (венг. A Madárkereskedő kisvállalkozása, мини-книга, 1988)

## Мультфильмы
- «В других местах и смеются иначе» (нем. Voanders Lacht Man Anders Teil II, студия DEFA, 1977)
- «S.O.S» (студия Pannónia, 1982)
- «Смог» ((венг. Smog, студия Pannónia по заказу венгерского телевидения, 1986)